# Molibdat de plom(II)
El molibdat de plom(II) és un compost inorgànic, del grup de les sals, que està constituït per anions molibdat {\displaystyle {\ce {MoO4^{2-}}}} i cations plom (2+) {\displaystyle {\ce {Pb^{2+}}}}, la qual fórmula química és {\displaystyle {\ce {PbMoO4}}}. S'empra com a pigment.

## Propietats
El molibdat de plom(II) es presenta en forma de cristalls grocs que cristal·litzen en el sistema tetragonal. La seva densitat és de 6,92 g/cm³ i el seu punt de fusió és de 1060 °C - 1070 °C. És insoluble dins aigua (només 0,000012 g en 100 g d'aigua). A la naturalesa es troba formant el mineral wulfenita.

## Obtenció
Aquest molibdat pot sintetitzar-se escalfant una mescla d'òxid de plom(II) {\displaystyle {\ce {PbO}}} i òxid de molibdè(VI) {\displaystyle {\ce {MoO3}}}entre 500 °C i 600 °C.

## Aplicacions
Es fa servir com a pigment mesclat amb altres sals de plom, en concret el cromat de plom(II) i el sulfat de plom(II), sota el nom de taronja molibdè, especialment en senyalització a aeroports. S'ha estudiat la seva aplicació en optoelectrònica i fotocatàlisi.